# Ettlingen
Ettlingen je velké okresní město v německé spolkové zemi Bádensko-Württembersko. Leží asi 8 km jižně od města Karlsruhe na severním okraji Černého lesa. Po Bruchsalu je Ettlingen druhým největším městem v okrese Karlsruhe.

## Historie

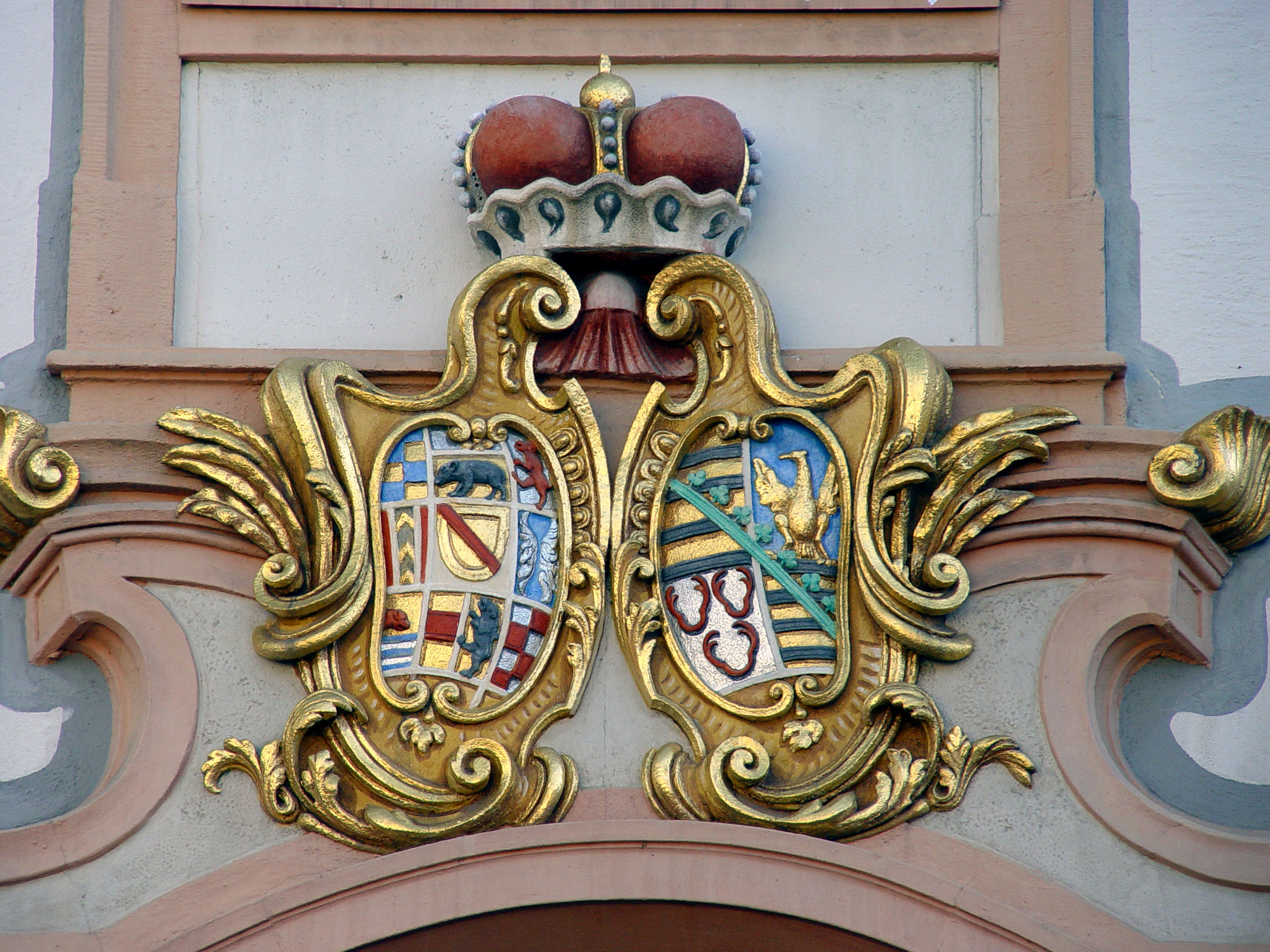
Allanční znak markraběte Ludvíka Viléma z Baden-Badenu (1655–1707) a jeho manželky Sibyly Sasko-Lauenburské na Ettlingenském zámku

Ettlingen byl důležitou křižovatkou v době Starověkého Říma, kdy patřil do jeho říšské provincie Germania Superior. Osídlení je doloženo mnoha archeologickými nálezy a artefakty. Obec je poprvé zmiňována v roce 788 jako Ediningom v donační listině benediktinského kláštera ve Wissembourgu v Alsasku. V roce 965 přijala vesnice Ettlingen (Ediningom) tržní práva od císaře Oty I. Velikého. V roce 1192 byl Ettlingen povýšen na město císařem Jindřichem VI. Římskokatolická církev zde měla silnou pozici, byla součástí Špýrské diecéze, vystřídána v letech 1520–1623 protestanty. Zdejšími významnými reformátory byli historik a teolog Kaspar Hedio a teolog Franciscus Irenicus (Franz Friedlieb).
V době barokní zdejší zámek přebudoval Julius František Sasko-Lauenburský, který zdědil v Čechách panství Zákupy. Patřil k milovníkům umění, stejně jako jeho dcery Anna Marie Františka Toskánská a Sibyla Sasko-Lauenburská, která získala panství Ostrov u Karlových Varů, obě byly mecenáškami kultury a umění v severozápadních Čechách.
Hlavní náboženskou silou protireformace se ve městě od roku 1624 stali jezuité. Od 19. století se katolická církev dostala pod nově vytvořenou arcidiecézi ve Freiburgu im Breisgau.
Ve městě žila také početná židovská komunita, likvidovaná za 2. světové války, kdy zde sídlila velká vojenská posádka. Proto bylo město v roce 1944 silně vybombardováno. V roce 1945 byla Porýnská kasárna obsazena americkou armádou, patřila k hlavním střediskům poválečné konsolidace země a vybudoval zde své sídlo NATO.

## Památky
- Kostel sv. Martina, nejstarší budova ve městě, na předrománských a románských základech přestavěná v baroku
- Zámek markrabat z Baden- Badenu a vévodů sasko-lauenburských; nejstarší částí je renesanční kastel s nárožními bastiony, k němuž byla přistavěna budova raně barokní a rokokový trakt z poloviny 18. století, v němž se dochoval Rytířský sál hraběnky Sibyly Sasko-Lauenburské s freskami a štukaturami bratří Asamů;
  - v současnosti zde sídlí Muzeum s rozsáhlými sbírkami archeologickými, umělecko-historickými a etnografickými;
  - Divadlo a další kulturní instituce
- Radnice s věží – renesanční budova, dostavěná v 19. století a rekonstruovaná po roce 1945
- Kašny: kašna s delfínem, Kašna bláznů (Narrenbrunnen),

## Partnerská města
- Clevedon, Velká Británie, 1980
- Épernay, Francie, 1953
- Gatčina, Rusko, 1992
- Löbau, Sasko, Německo, 1990
- Menfi, Itálie, 2007
- Middelkerke, Belgie, 1971

## Galerie

Ettlingen
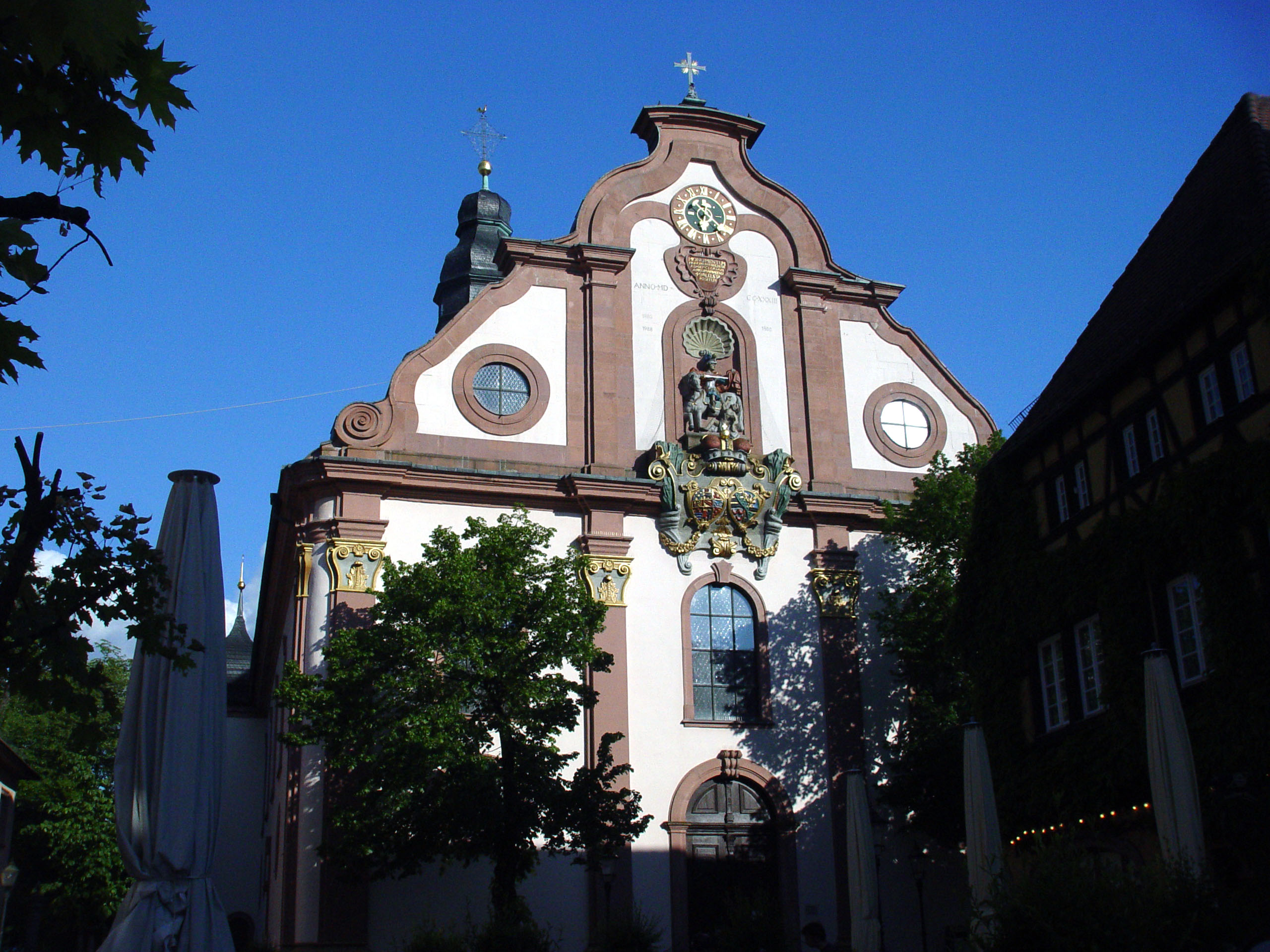
Kostel sv. Martina
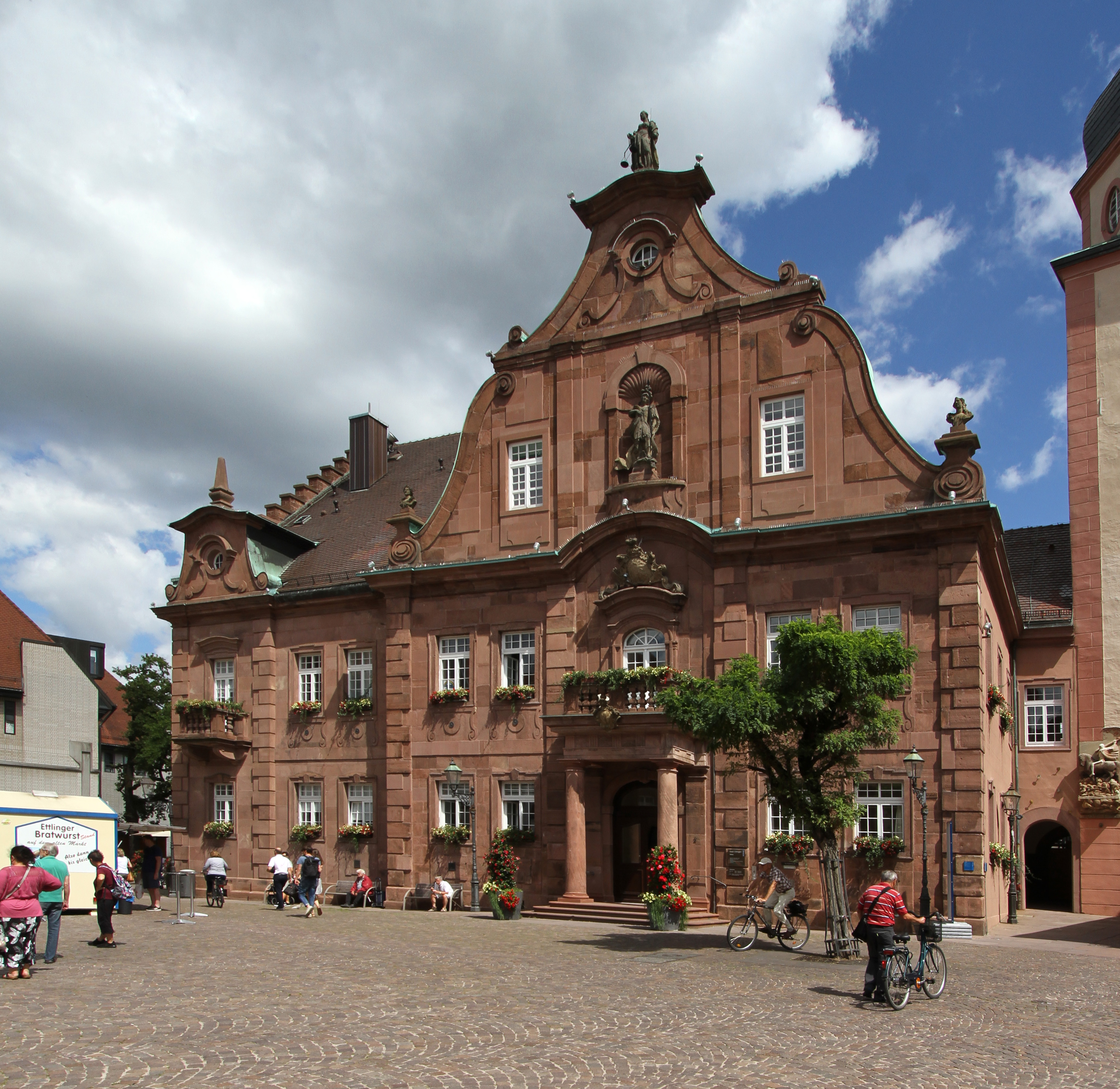
Radnice
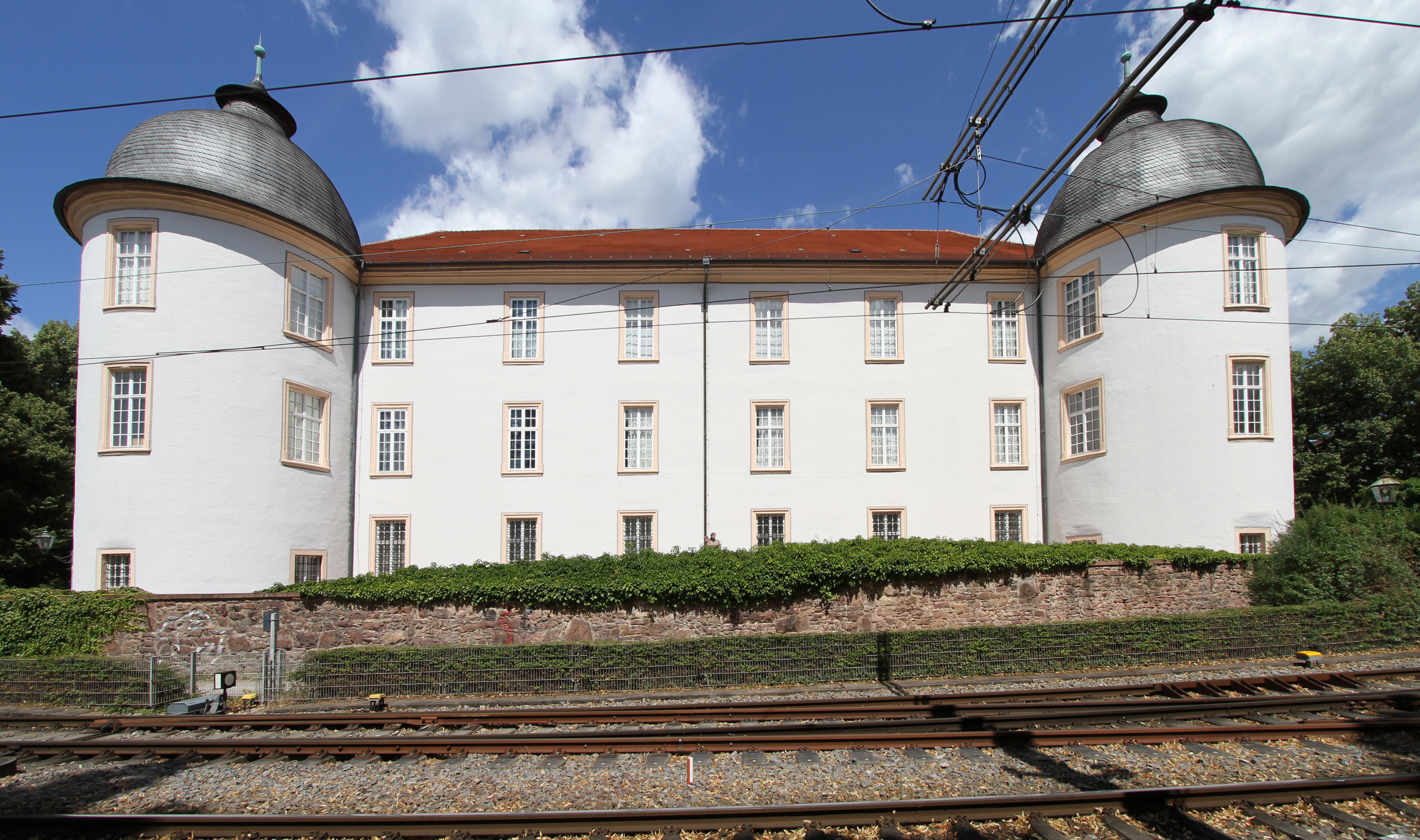
Renesanční část zámku
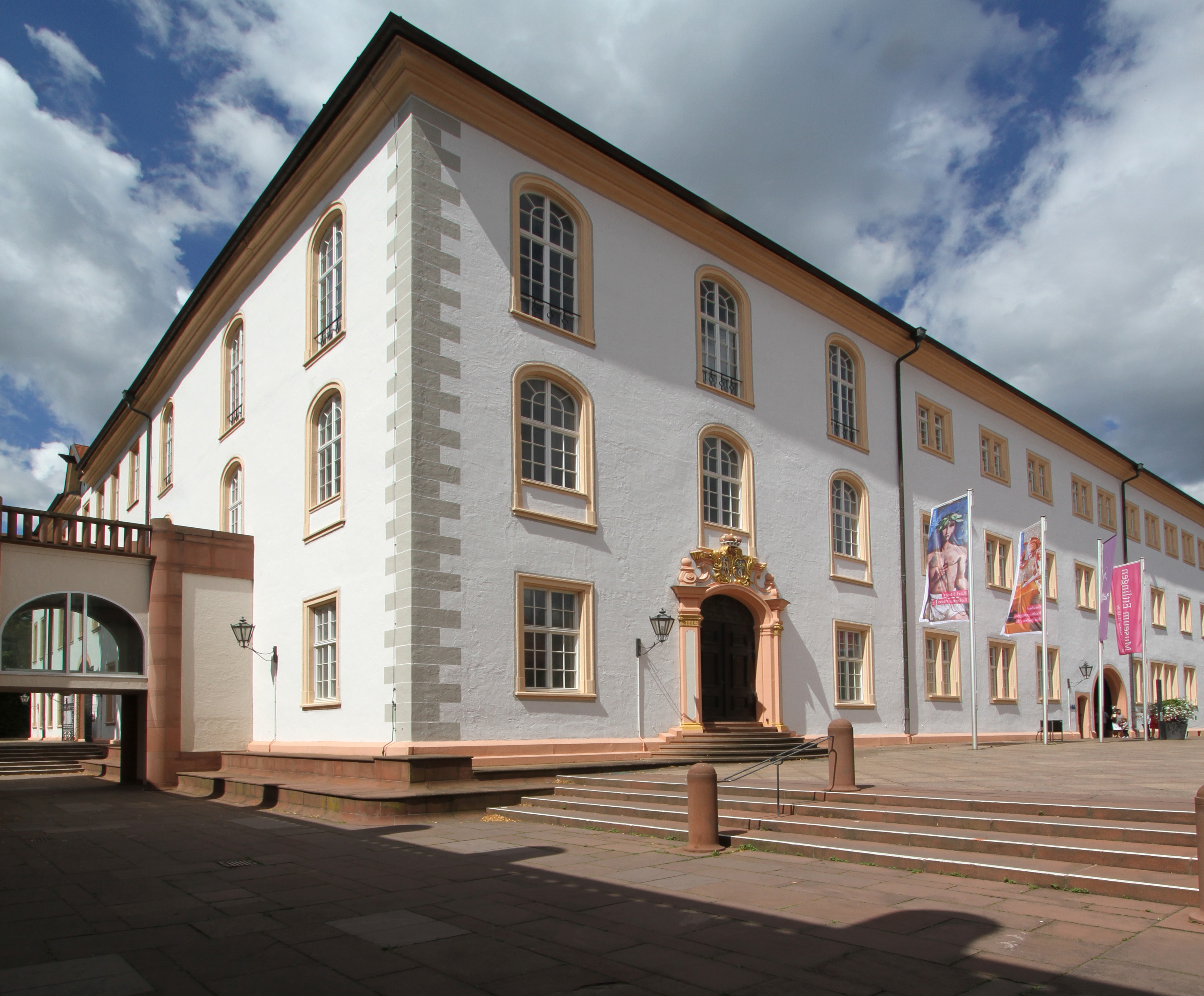
Zámek, vstup do muzea
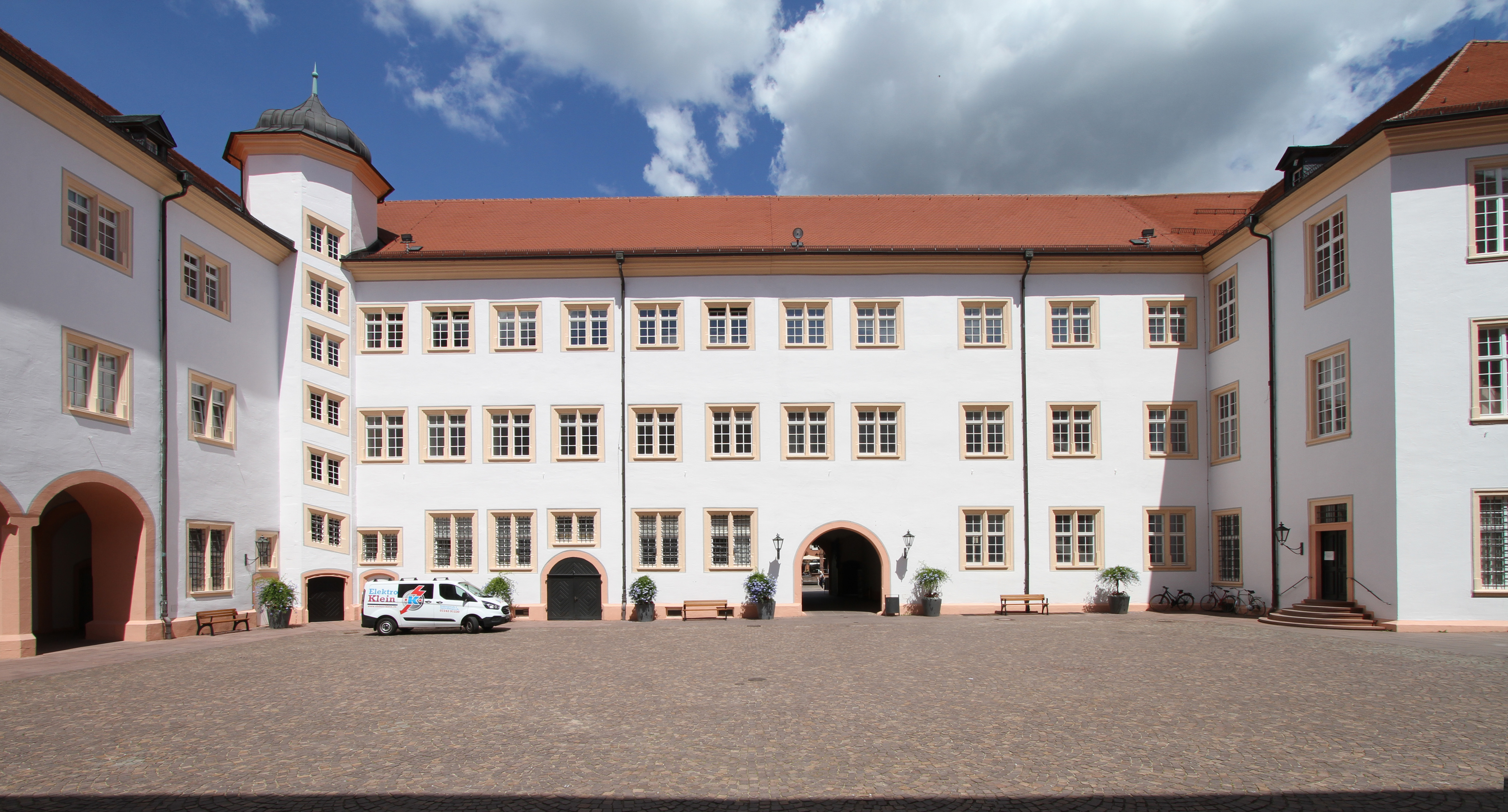
Nádvoří zámku
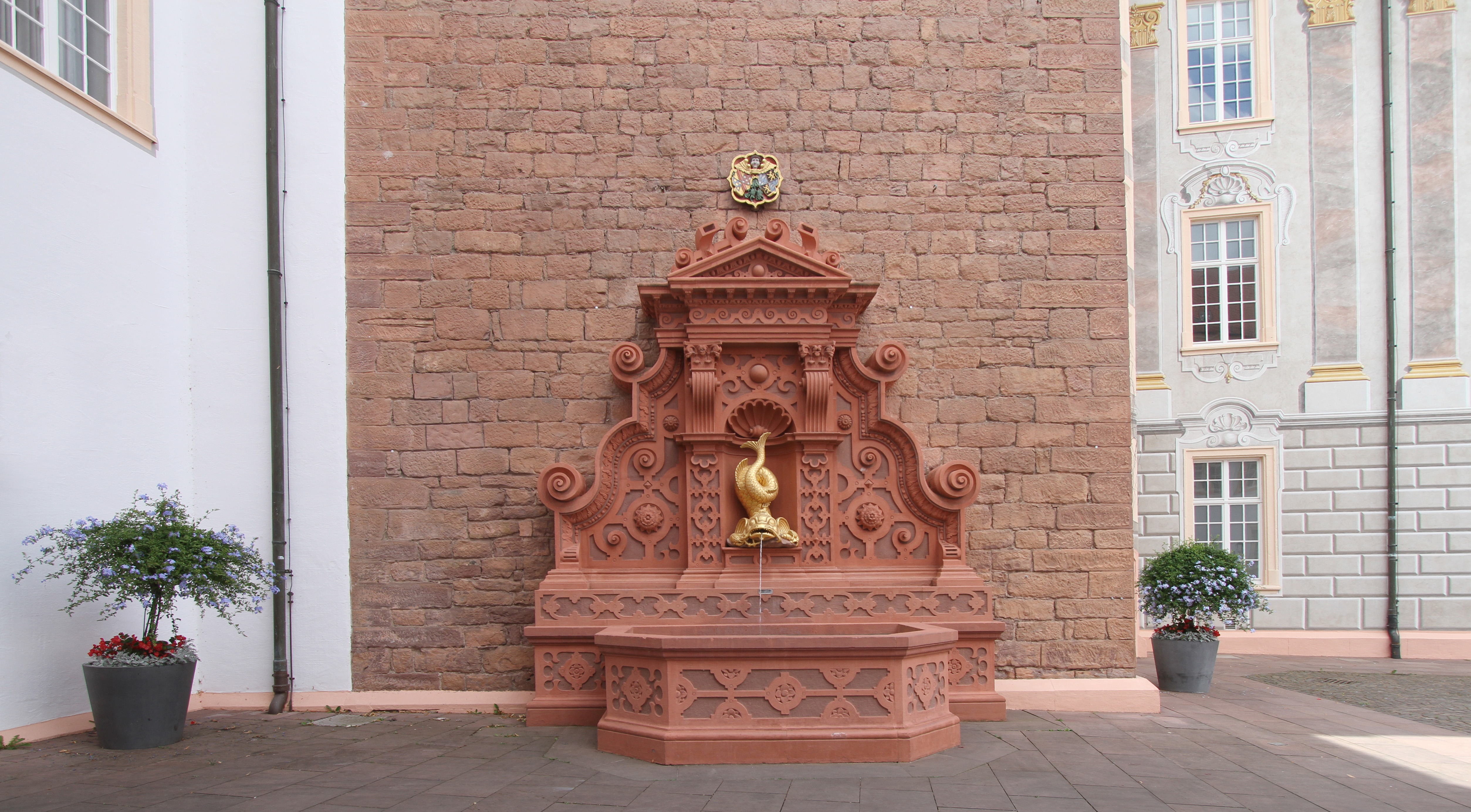
Kašna s delfínem
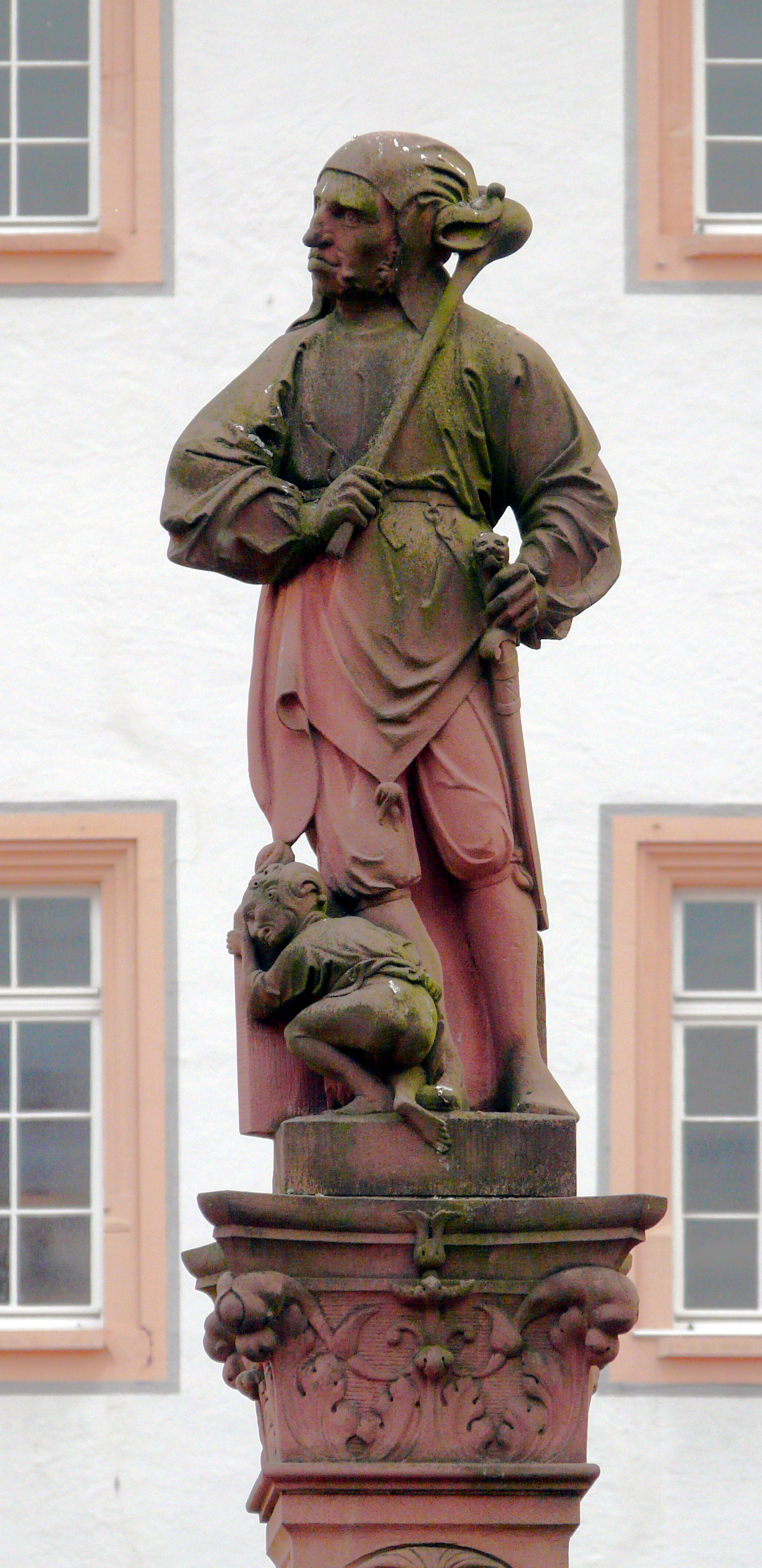
Kašna bláznů